# Emre Güngör
Fehmi Emre Güngör (Istanbul, 1º de Agosto de 1984) é um futebolista da Turquia que joga na posição de defesa. Atualmente defende o Gaziantepspor.